# Џеферсон (притока Мисурија)
Река Џеферсон је притока реке Мисури, дуга око 134 km. Налази се у америчкој држави Монтани. Реке Џеферсон и Медисон чине званични почетак реке Мисури близу Три Форкса. Километар низводно придружује им се и река Галатин.
Од широких долина до уских кањона, река Џеферсон пролази кроз регион значајне геолошке разноврсности, са неким од најстаријих и најмлађих стена Северне Америке и разноликим магматским, метаморфним и седиментним формацијама.
Регион је био само привремено насељен од стране Индијанаца све до релативно скоро и ниједно племе није искључиво користило воду из ове реке, све док експедиција Луиса и Кларка није стигла до реке, 1805. године. Данас, река Џеферсон задржала је много од своје живописне лепоте и разноликости дивљих животиња, али је угрожена питањима коришћења воде и задирања развоја. Џеферсон је само сегмент Националне историјске руте Луиса и Кларка и под управом је службе националног парка.